# الفريضة الغائبة (كتاب)
كتاب الفريضة الغائبة يعد من بين الأسس الفكرية لتنظيم الجهاد. من تأليف الشيخ المهندس محمد عبد السلام فرج الذي أعدم في 1982 م في قضية اغتيال السادات. منذ نشأة تنظيم الجهاد في مصر عام 1966 م، فإن التنظيم لم يكتب تأصيلاً فكرياً وفقهياً وعقائدياً مفصلاً للإستراتيجية التي تبناها التيار وظل هكذا حتى عام 1980 م عندما كتب محمد عبد السلام فرج كتابه الفريضة الغائبة.
كان تيار الجهاد في مصر قبل كتاب محمد عبد السلام فرج يعتمد في تأصيل أفكاره على الكلام الشفهي الذي يتناقله أعضاء الجهاد بعضهم من بعض مع الاستعانة بأجزاء من كتب فقه وتفسير قرآن وغيرها مثل فتوى ابن تيمية عن التتار ومثل تفسير ابن كثير لأية «أفحكم الجاهلية يبغون» وكلامه في كتابه البداية والنهاية عن التتار وحكمهم، وكذا تفسير سيد قطب لآيات الحكم والسياسة مثل تفسيره لقوله تعالى «إن الحكم إلا لله». والمجلد 28 من مجموع فتاوى شيخ الإسلام ابن تيمية وكتاب الشفا للقاضي عياض وكتابي الإيمان الكبير والصارم المسلول لابن تيمية.
كان أعضاء الجهاد يقومون من حين لآخر بتصوير أو طباعة كميات من هذه الأجزاء التي يحتاجونها من كتب ابن تيمية وابن كثير وسيد قطب وغيرهم للاستدلال على أفكارهم ثم يقومون بتوزيعها إلى أن جاء محمد عبد السلام فجمع كل أفكار الجهاد الشفهية وضم إليها كل أقوال العلماء التي يستدل بها الجهاديون وصاغها صياغة متكاملة نسبياً بمقاييس الفكر الجهادي في ذلك الوقت.
ورغم إعدام محمد عبد السلام 1982 م في قضية اغتيال السادات فإن كتابه ظل مؤثراً على تيار الجهاد حتى اليوم فهو منتشر على المواقع الجهادية على شبكة الإنترنت، كما جرى طبعه عدة طبعات ورقية منذ إعدام محمد عبد السلام وحتى اليوم، وكانت أول طبعة تمت بواسطة محمد عبد السلام نفسه في صيف 1980 م قبيل اغتيال السادات مما جعل الكتاب الركيزة الفكرية الأساسية لاغتيال السادات وبالتالي اعتبر دليلاً هاماً ضد محمد عبد السلام في قضية اغتيال السادات أفضى للحكم بإعدام مؤلف الفريضة الغائبة.

## محتوى الكتاب
يقول مقدم إحدى طبعاته - طبعة 1995 م - أنه رغم تصحيحه للأخطاء المطبعية التي تضمنتها الطبعات السابقة إلا أنه لم يزد فيه شيئاً:

### الاستشهادات
وكتاب الفريضة الغائبة يبدأ بمقدمة يذكر فيها مؤلفه أن علماء الإسلام في العصر الحديث تجاهلوا الجهاد في سبيل الله رغم علمهم أنه الطريق الوحيد لإعادة ورفع صرح الإسلام لأن طواغيت الأرض لن تزول إلا بقوة السيف حسب رأيه، ويسوق حديثين نبويين ليدلل بهما على رأيه أحدهما قول النبى صلى الله عليه وأله وسلم 
روي أن رسول اللّه ﷺ قال: 
| الفريضة الغائبة (كتاب) | بعثت بالسيف بين يدي الساعة حتى يعبد الله وحده لا شريك له، وجعل رزقي تحت ظل رمحي وجعل الذل والصغار على من خالف أمري ومن تشبه بقوم فهو منهم.، حديث صحيح | الفريضة الغائبة (كتاب) |

والثاني قوله صلى الله عليه وآله وسلم وهو يخاطب طواغيت مكة وهو بها «استمعوا يا معشر قريش أما والذي نفس محمد بيده لقد جئتكم بالذبح». ثم ينتقل المؤلف لمسألة أخرى وهي ما استعار لها عنوان أحد كتب سيد قطب المستقبل لهذا الدين ويورد تحت هذا العنوان أحاديثا نبوية تشير لعودة دولة الخلافة الإسلامية الراشدة بعد فساد وهوان يصيب الأمة الإسلامية، ويرى محمد عبد السلام أن هذه الأحاديث المبشرة لا بد أن تبث الأمل في قلوب المسلمين وتدفعهم للعمل من أجل إعادة حكم دولة الخلافة الإسلامية من جديد فضلاً عن أن العمل من أجل عودة هذه الدولة هو واجب شرعي حسب رأي محمد عبد السلام وهنا يرد على من أسماهم باليائسين الذين يستدلون بأحاديث على استمرار سوء أحوال الأمة الإسلامية فيشرح هذه الأحاديث بما يؤيد رأيه الجهادي.

### دار الإسلام ودار الكفر
بعد ذلك ينتقل لإثبات فرضية إقامة الدولة الإسلامية ويستدل عليها بأدلة كثيرة منها قوله تعالى «و أن احكم بينهم بما أنزل الله» وقوله تعالى «ومن لم يحكم يما أنزل الله فأولئك هم الكافرون» كما يستدل على هذه المسألة بآيات وأحاديث عديدة. ثم ينتقل لتوصيف ما أسماه بالدار التي نعيش فيها ومصطلح الدار ليس من اختراع محمد عبد السلام لكنه مصطلح فقهي أصيل، لكنه استعار المصطلح بكل أصالته وتعريف العلماء الثقات له خاصة توصيف الإمام أبي حنيفة للحالة التي تتحول بها دار الإسلام لدار كفر، ثم بعد ذلك بدأ يستخدمه ليؤصل من خلاله تكفير حكام العالم الإسلامي الحاليين ووصف نظم حكمهم بالكافرة التي ينطبق عليها حسب رأيه معايير دار الكفر التي حددها علماء الإسلام.

### الحكم والحاكم
ثم ينطلق من هذه النقطة لنقطة أخرى مرتبطة بها وهي حكم الحاكم الذي يحكم بغير ما أنزل الله، فيرجح كفر من حكم بغير ما أنزل الله ويسوق عدداً من الآيات والأحاديث وأقوال العلماء التي يرى أنها تؤيد رأيه ثم يختم بكلمة لإبن تيمية تقول:
| الفريضة الغائبة (كتاب) | ومعلوم بالاضطرار من دين المسلمين وباتفاق جميع المسلمين أن من سوغ اتباع غير دين الإسلام أو اتباع شريعة غير شريعة محمد صلى الله عليه وسلم فهو كافر وهو ككفر من آمن ببعض الكتاب وكفر ببعض الكتاب كما قال تعالى "إن الذين يكفرون بالله ورسله ويريدون أن يفرقوا بين الله ورسله ويقولون نؤمن ببعض ونكفر ببعض ويريدون أن يتخذوا بين ذلك سبيلا أولئك هم الكافرون حقاً وأعتدنا للكافرين عذابا مهينا". | الفريضة الغائبة (كتاب) |

 ثم يورد رأيه في حكام العالم الإسلامي المعاصرين بأنهم مرتدين تربوا على موائد الاستعمار ولا يحملون من الإسلام سوى الأسماء حسب رأيه ويتوسع في هذه النقطة بذكر كلام العلماء الذي يرى أنه يؤيد رأيه خاصة فتوى ابن تيمية وابن كثير بشأن التتار ويقارن بين كل صفة يذكرها ابن تيمية وابن كثير للتتار وبين صفات حكام اليوم ويخلص لأنها متطابقة حسب رأيه.
ثم يذكر فروعاً لهذه المسألة منها حرمة معاونة حكام اليوم ومنها أن أموالهم تصير غنيمة للمسلمين عند النصر عليهم ومنها وجوب قتالهم ومنها أن قتالهم ليس قتال بغاة أنما قتال كفار ومنها أن من انضم لمعسكرهم من المسلمين فهو تجري عليه نفس أحكام التتار، ثم ينتقل لحكم من خرج معهم مكرها فيذكر رأى ابن تيمية المشهور بأنه يقتل مثلهم ويبعث على نيته وهي المسألة المشهورة في الفقه السياسي الإسلامي بمسألة التتر وهذا الكلام هو الأساس الذي تجري عمليات التفجير التي يقوم بها الجهاديون في مختلف مدن العالم المكتظة بالسكان حتى اليوم.

### الآراء والأهواء
بعد ذلك ينتقل المؤلف لأحد أهم فصول الكتاب تحت عنوان «أراء وأهواء» فيورد فيها طرق الإصلاح التي تتبناها التيارات الإسلامية غير الجهادية ويرد على كل منها على حدة، فيذكر آراء القائلين بالإصلاح عبر الجمعيات الخيرية الرسمية والقائلين بأن الحل هو كثرة الذكر والدعاء والقيام بالعبادات وتربية المجتمع على هذا ثم رأي القائلين بالتغلغل في المناصب والتخصصات الهامة في الدولة عبر الانتخابات وغيرها ثم رأي القائلين بالتوسع في الدعوة الإسلامية وتكوين قاعدة عريضة من الإسلاميين ثم رأي القائلين بالهجرة للصحراء أو الجبال وتكوين مجتمع مسلم منعزل ثم رأي القائلين بأن الإصلاح الإسلامي يتم عبر الانشغال بطلب العلم وهو في ذلك كله يذكر الآراء حسبما يقولها أصحابها بأدلتهم ثم يرد عليها محمد عبد السلام مرجحاً رأيه الخاص بدليله.

### العدو البعيد والعدو القريب
ثم يبين أن أمة الإسلام بخلاف الأمم السابقة لا بد أن تغير أحوالها بممارسة القتال لا أن تنتظر أن ينزل الله العذاب بأعدائها عبر الزلازل والخسف وغيرها من السنن الكونية مستدلا بقوله تعالى: «قاتلوهم يعذبهم الله بأيديكم ويخزهم وينصركم عليهم ويشف صدور قوم مؤمنين». ثم يذكر وجوب الخروج على الحكام الكافرين. ثم يرد على من يقولون بأولوية تحرير القدس ومحاربة الصهاينة فيرجح وجوب قتال العدو القريب لأن حكام العالم الإسلامي في رأيه هم سبب وجود الاستعمار الصهيوني وغيره في بلاد المسلمين.
ثم يرد على من قال أن الجهاد في الإسلام هو للدفاع فقط. ثم يذكر أن جيوش المسلمين كانت على مر العصور قليلة العدد والعدة لكنها كانت تنتصر بقوة الإيمان. ثم يرد على من يعطلون الجهاد بدعوى أننا في مجتمع مكي ويرجح أن القتال الآن فرض عين على كل مسلم ومسلمة ويذكر أن هناك مراتب للقتال وليس مراحل. كما يرد بعد ذلك على من يقولون بعدم إقامة الدولة الإسلامية خشية سقوطها بعد إقامتها بيومين ويرد على من يقولون بعدم وجود قيادة إسلامية يتوحد خلفها المجاهدون. ثم يعرض لعدد من مسائل فقه الجهاد كالبيعة على الموت والتحريض على القتال والدعوة قبل القتال وتبييت الكفار وأساليب القتال وعدم قتل النساء والأطفال والرهبان وغيرها من المسائل العادية الموجودة في كتب الفقه ولم يختلف فيها محمد عبد السلام عن الأقوال السائدة لدى الفقهاء.

### الخاتمة
ثم يختتم محمد الكتاب بالكلام عن وجوب إخلاص النية لله تعالى في الجهاد مشيراً إلى تساقط غير المخلصين وضعاف العزائم أثناء طريق الجهاد مستدلاً بكلام العديد من العلماء كالشافعي وغيره لكنه يختم بكلام طويل في هذا الصدد لسيد قطب من كتابه في ظلال القرآن.

## كتب ذات علاقة
- كتاب معالم في الطريق لـ سيد قطب
- كتاب ملة إبراهيم لـ أبو محمد المقدسي
- كتاب منهج الأنبياء في الدعوة إلى الله لـ محمد سرور
- كتاب إدارة التوحش لـ أبو بكر ناجي